# Ruthie Matthes
Ruth V. "Ruthie" Matthes (nascida em 11 de novembro de 1965) é uma ciclista profissional olímpica estadunidense. Representou sua nação nos Jogos Olímpicos de Verão de 2000.